# Vojenský kaplan

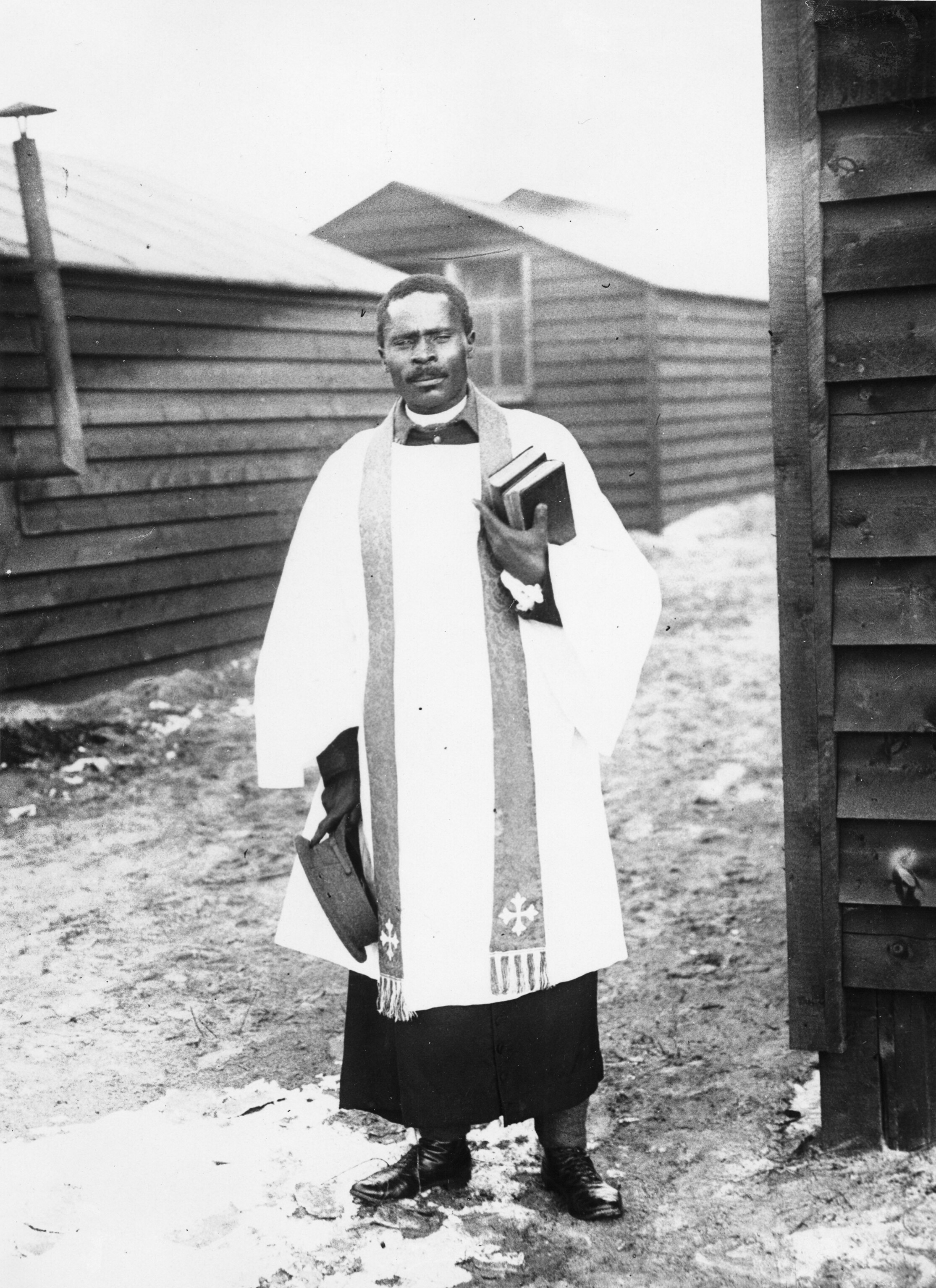
Vojenský kaplan z první světové války

Vojenský kaplan je součástí vojenského personálu. Vojenští kaplani jsou spirituální činitelé, které do jejich služby vysílají všechny křesťanské církve, aby ve vojenském prostředí sloužili všem, kteří o pomoc požádají. Jeden z hlavních úkonů vojenského kaplana je být poradcem pro velitele, v oblasti vojenské etiky, lidských hodnot, morálky a mezilidských vztahů. Vojenský kaplan poskytuje duchovní služby členům armády také jejich rodinám či civilistům pracujících pro armádu.
Motivačním heslem, kterým se vojenští kaplani řídí, zní : "Radosti a starosti vojáka jsou radosti a starosti vojenského kaplana."

## Poslání vojenského kaplana
Pokud mluvíme o duchovní službě vojenského kaplana, nejedná se o misijní hlásání víry - kaplan nepřichází s tématy víry jako první; nejedná se ani o jakési moralizování a poučování - základem pro kaplana je úcta ke svobodě každého jednotlivce. Především jde o službu naslouchání, o službu spoluprožívání pracovních i osobních radostí i starostí ve vážnosti k osobnímu tajemství každého, kdo se kaplanovi svěří.
Výraz kaplan měl původně křesťanské kořeny, dnes je ve vojenských organizacích obvykle používán k označení všech odborníků, kteří jsou speciálně vyškoleni k tomu, aby sloužili duchovním potřebám členům armády, bez ohledu na náboženskou příslušnost. Vedle poskytování pastorační péče jednotlivcům či skupinám a podpoře jejich náboženských práv a potřeb mohou vojenští kaplané také radit výkonnému představiteli v otázkách náboženství, etiky a morálky.
Vojenští kaplani spadají pod ministra vojenského personálu a ve většině případů slouží i rodinám vojáků a civilním pracovníkům, kteří pracují pro armádu. V některých případech mohou spolupracovat také s místními civilisty v rámci vojenské oblasti, kde probíhá operace.
Služba vojenského kaplana je náročná, ale díky ekumenickému společenství mají jistotu podpory mnoha lidí z různých církví. Pro vojenské kaplany je důležitá spolupráce s vrchními praporčíky, vojenskými psychology a se všemi, kteří mají zájem na životech vojáků a jejich rodin.

## Historický pohled na funkci kaplana ve vojenské službě
První zmínku o duchovní službě spojené s vojenskou aktivitou, můžeme najít již ve Starém zákoně:
„Než postoupíte boj, přistoupí kněz a promluví k lidu. Řekne jim: „Slyš Izraeli! Dnes podstupujete boj proti svým nepřátelům. Neklesejte na mysli, nebuďte ustrašení, nemějte z nich hrůzu. Vždyť Hospodin, váš Bůh, jde s Vámi, aby za Vás bojoval s vašimi nepřáteli a zachránil Vás.“

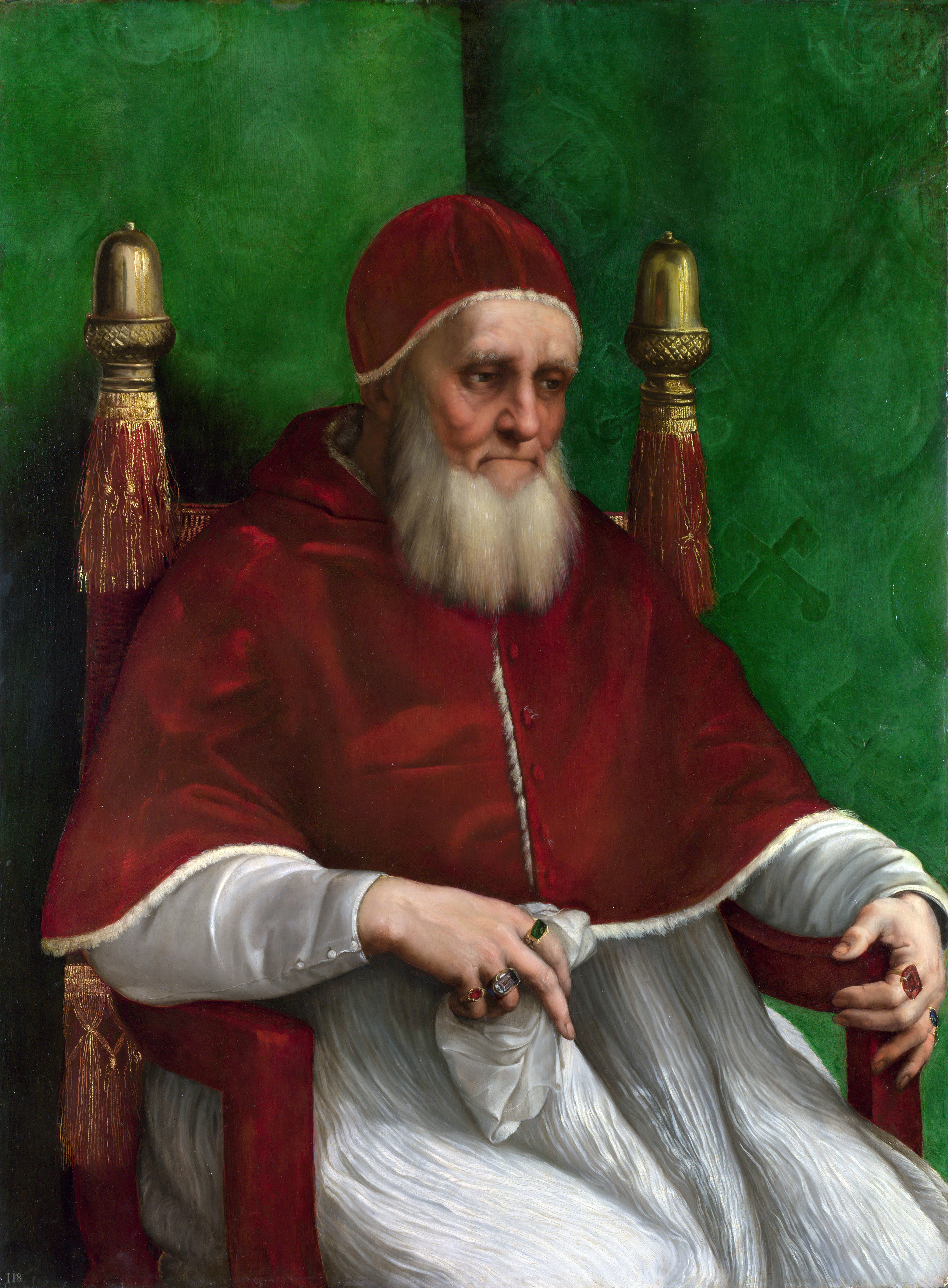
Papež "válečník" Julius II.

Mezi historické duchovní vojenské představitele patří hrabě Oda z Kentu, který byl biskupem z Bayeux. Po boku svého bratra vévody Viléma I. se účastnil vpádu do Anglie, kde vedl početnou družinu vojáků. Jeho funkce biskupa mu zakazovala nosit zbraň, a tak mu jedinou zbraní byla jeho hůl.
V období pozdního středověku dochází k propojení křesťanské církve a armády. V tomto období, zastával úřad papeže Julius II., přezdíván "papež válečník". Tento papež vytvořil během svého pontifikátu Švýcarskou gardu, jejíž hlavní úkol byl ochraňovat papeže, a tato tradice přetrvala dodnes.
Zhruba v polovině 17. století lze nalézt první konkrétní instrukce pro kněží, kteří působili v obdobné roli, jako vojenští duchovní v současné době. První pravila pro misie u vojsk stanovil papež Urban VIII. O několik let později se je pokusil upřesnit Goswin Nickel, generální představený Tovaryšstva Ježíšova. Po upřesnění patřily mezi povinnosti vojenského kaplana katecheze, kázání, starost o nemocné a vězně i umírající, vedení matrik křtů, svateb i zemřelých a také denní sloužení mší. Za služby nepobíral mzdu a také nesměl nosit zbraň.
Mezi důležité okamžiky ve spolupráci armády s církví, můžeme považovat založení apoštolského polního vikariátu, v němuž dala podnět Marie Terezie v roce 1773. Prvním polním generálním vikářem byl ustanoven biskup Johann Heinrich von Kerens. Vikáři byli zpočátku voleni na období sedmi let s možností prodloužení služby. Do svého úřadu byli navrhováni císařem, jehož rozhodnutí potvrzoval papež. Později bylo časové období ve službě prodlouženo buď do odchodu z vojenské služby a nebo až do smrti.
V rámci Rakousko-uherské armády získala role kaplana další rozměr. Duchovní služby zajišťovala armáda nejen v řadě katolických kněží, ale také rabínů a dále i duchovních z řad protestantských, pravoslavných církví a v malém množství i muslimských duchovních.

## Mezináboženské aspekty současného vojenského kaplanství
Vojenští kaplani jsou povinni se účastnit vojenských misí. Jsou přítomni v poválečných situacích, stejně tak jako ve válce. Působí ve všech zemích a většina armád má svého kaplana. Kaplanova účast na misích má nejen profesní, ale také osobní přínos.
V náplni svého poslání udržují vztahy s dalšími náboženskými představiteli ve snaze pochopit, jakou roli představuje náboženství jako faktor nepřátelství a války, nebo jako prostředek pro usmíření a mír.
Vojenští kaplani obvykle představují náboženskou skupinu či víru, ale také pracují s vojenským personálem všech vyznání nebo i s těmi, kdo žádné náboženské vyznání nemají. Některé země, jako např. Nizozemsko a Belgie, rovněž využívají humanistické kaplany, kteří nabízejí nenáboženský přístup pro ty, kdo jsou bez vyznání.
Po návratu do domácího církevního prostředí jsou jejich zkušenosti přínosem i celé církvi, mj. také proto, že v zahraničních misích je jejich důležitým úkolem spolupráce s místními náboženskými představiteli. Důležité zkušenosti tak nabývají kaplani např. v osobních kontaktech s duchovními kaplany, kteří jsou zástupci jiného náboženského vyznání. Jejich úkolem je s nimi konzultovat názory na problematiku z pohledu jejich náboženství a snažit se najít řešení pro neshody.